# Jacques Hillairet
 (avril 2017).
Si vous disposez d'ouvrages ou d'articles de référence ou si vous connaissez des sites web de qualité traitant du thème abordé ici, merci de compléter l'article en donnant les références utiles à sa vérifiabilité et en les liant à la section « Notes et références ».
Pour les articles homonymes, voir Hillairet.
Auguste Léopold Coussillan, dit Jacques Hillairet, est un historien français né le 31 juillet 1886 à Commentry (Allier) et mort le 15 avril 1984 dans le 12e arrondissement de Paris. Spécialisé dans l'histoire de Paris, il est l'auteur de deux ouvrages, réédités plusieurs fois depuis leur parution dans les années 1950 et qui font figure de référence : Connaissance du vieux Paris et le Dictionnaire historique des rues de Paris.

## Biographie
Son père, receveur des Postes, est nommé à Paris quand il a 7 ans. Auguste-André entre à son tour dans l'administration. En 1910, il est employé au central téléphonique de la rue de Grenelle ce qui lui vaut d'être mobilisé dans les transmissions au début de la Première Guerre mondiale. Il est d'abord affecté au service télégraphique du front de mer à Cherbourg, puis, à partir du 10 août 1914, à celui de l’armée d’Alsace. Il va installer le téléphone dans les tranchées. Il reste dans l'armée à la sortie de la guerre.
Entre 1924 et 1926, il est professeur à l'école de cavalerie de Saumur. Il est ensuite affecté au ministère de la Guerre puis, entre 1930 et 1938, au Liban (alors sous mandat français) pour le compte du ministère des Téléphones. Il est mobilisé au début de la Seconde Guerre mondiale comme colonel. Fait prisonnier de guerre, il est envoyé en Silésie pendant l'hiver 1940. Il est libéré en 1941 et est mis à la retraite de l'armée. Il habite alors à Marseille.
Après la Libération, il s'installe à Paris. Il va alors se passionner pour l'histoire anecdotique de Paris et organiser des visites-conférences sur le vieux Paris. Il change de nom pour exercer cette activité « pour que ses petits camarades de l'armée ne se paient pas sa tête ». Il prend le nom de naissance de sa mère et se fait appeler Jacques Hillairet.
À partir de 1951, à la demande de Jérôme Lindon, Jacques Hillairet publie aux éditions de Minuit une série de trois ouvrages dans la collection Évocation (Évocation du vieux Paris : Le Paris du Moyen Âge et de la Renaissance ; Les Faubourgs ; Les Villages de Paris), lesquels sont suivis en 1956 des trois volumes de la série Connaissance du vieux Paris. Il dirige également la série Évocation du Grand Paris, où sont publiés notamment trois ouvrages de l'historien Georges Poisson. Le Dictionnaire historique des rues de Paris, régulièrement réédité et remis à jour, décrit en détail l’histoire, les monuments et les événements qui ont marqué les quelque 5 334 rues de la capitale.
Jacques Hillairet meurt en 1984 et est inhumé au cimetière du Père-Lachaise, dans la 88e division. Son épouse Vera est morte en 2004.
Officier de la Légion d'honneur, croix de guerre 1914-1918 et croix du combattant, il a été trois fois lauréat de l'Académie française, dont le Grand prix Gobert. Il a reçu, en 1957 le grand prix littéraire du conseil général de la Seine et, en 1978, la médaille de vermeil de la Ville de Paris.

## Publications
- Évocation du vieux Paris. Vieux Quartiers, vieilles rues, vieilles demeures, historique, vestiges, annales et anecdotes, 3 vol., éd. de Minuit, 1951-1954, Prix Thérouanne de l'Académie française en 1954[6] 1. Le Paris du Moyen Âge et de la Renaissance. Le Cœur de Paris
2. Les Faubourgs
3. Les Villages de Paris
- Saint-Germain l'Auxerrois, église collégiale royale et paroissiale, l'église, la paroisse, le quartier, avec Maurice Baurit, éd. de Minuit, 1955
- Le Palais du Louvre, sa vie, ses grands souvenirs historiques, éd. de Minuit, 1955 ; 1961[6]
- Connaissance du vieux Paris, Le Club français du livre, 1956, prix Jean-Jacques-Berger de l'Institut de France en 1957 ; rééd. , Gonthier, 1963 (3 vol.) ; Le Club français du livre, 1965-1976 ; éditions Princesse, 1978 ; Payot/Rivages, 1993 ; Rivages/Poche, 2005 ; Payot, 2017  (ISBN 222891911X)1. Rive droite
2. Rive gauche
3. Les Îles et les Villages
- Gibets, piloris et cachots du vieux Paris, éd. de Minuit, 1956 ; rééd. 1989[6]
- Les 200 Cimetières du vieux Paris, éd. de Minuit, 1958[6]
- Dictionnaire historique des rues de Paris, 2 vol., éd. de Minuit, 1963 ; rééd. 1985 et 2004[6]
- Le Palais royal et impérial des Tuileries et son jardin, éd. de Minuit, 1965[6]
- Charonne, notre quartier, avec Lucien Lambeau, Étiolles, 1965[6]
- La Rue de Richelieu, éd. de Minuit, 1966[6]
- Les Musées d'art de Paris, avec Raymond Cogniat, Aimery Somogy, 1967[6]
- L'Île Saint-Louis, rue par rue, maison par maison, éd. de Minuit, 1967[6]
- L'Île de la Cité, éd. de Minuit, 1969[6]
- La Rue Saint-Antoine, éd. de Minuit, 1970 ; 1988[6]
- Le Douzième Arrondissement, éd. de Minuit, 1972[6]
- Les Mazarinettes, ou les Sept Nièces de Mazarin, éd. de Minuit, 1976[6]
- La Colline de Chaillot, éd. de Minuit, 1977[6]
- Le Village d'Auteuil, éd. de Minuit, 1978[6]

## Distinctions

### Décorations
- Officier de la Légion d'honneur
- Croix de guerre 1914–1918
- Croix du combattant

### Hommage

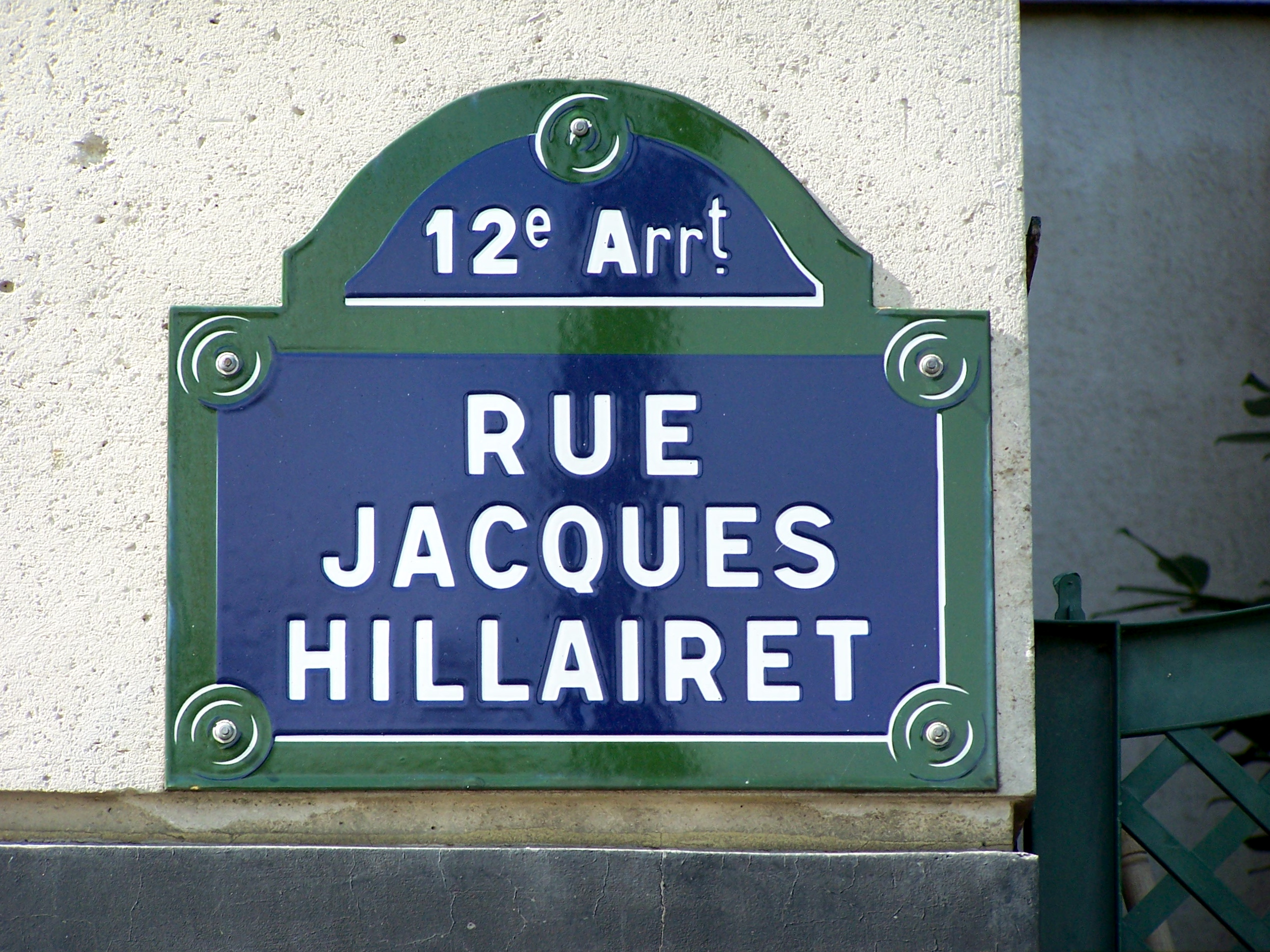
La plaque de rue de la rue Jacques-Hillairet.

Il existe depuis 1990 une rue Jacques-Hillairet dans le 12e arrondissement de Paris, proche du lieu de son domicile.

## Sources
- Serge Sanchez, « Sur les pas du colonel », Le Magazine littéraire, no 332, mai 1995, p. 70 [lire en ligne]
- Louis N. Panel, « Du colonel Coussillan à Jacques Hillairet, histoire d'un historien parisien », Paris. De Lutèce à nos jours, no 10, septembre 2015.